# Saint-Sylvestre (Québec)
Pour les articles homonymes, voir Saint-Sylvestre.
Saint-Sylvestre est une municipalité dans la municipalité régionale de comté de Lotbinière au Québec (Canada), sise dans la région administrative de Chaudière-Appalaches. 
Cette municipalité, constituée le 4 décembre 1996, a une superficie d'environ 148,1 km2 et a une densité d'environ 6,88 habitants/km2.
Elle compte une population d'environ 1 051 habitants.

## Toponymie
Elle fut ainsi nommée en l'honneur du pape Sylvestre Ier.
Les personnes de cette municipalité sont des Sylvestois et des Sylvestoises. La municipalité a fêté son 175e anniversaire en 2003.

## Géographie
À partir du lac du Radar, dans le sud-est de la municipalité, la rivière Filkars coule vers le nord-ouest.
À partir de leur crénon les rivières Fourchette et Saint-André coulent vers le nord-ouest.
À partir de son crénon, à la limite sud-est de la municipalité, la rivière Beaurivage coule vers le nord-ouest.
La rivière Palmer Est traverse la limite sud-ouest de la municipalité en direction ouest.

## Histoire
La paroisse de Saint-Sylvestre au début du siècle était rattachée à la seigneurie de Beaurivage, dite aussi Saint-Gilles de Beaurivage, du nom de son premier seigneur, Gilles Rageot sieur de Saint-Gilles de Beaurivage, ainsi membre de la petite noblesse de Nouvelle-France.
Pour mieux comprendre les années antérieures à sa fondation, les difficultés de développement du territoire étaient dues en bonne part à la déficience du réseau routier et à l’absence de voies de pénétration à partir du fleuve jusque dans le sud du comté de Lotbinière, superficie couverte par cette seigneurie. Les rivières, en raison de leurs nombreux méandres, ne purent remplir ce rôle. Il faudra attendre les débuts du XIXe siècle pour assister à l'essor de son développement.
La seigneurie couvre une superficie de deux-cent-cinquante milles carrés. Les paroisses de Saint-Sylvestre, Saint-Gilles et Saint-Patrice-de-Beaurivage sont entièrement formées de terres de la seigneurie Beaurivage. Une part des territoires des paroisses de Saint-Agapit,Sainte-Agathe, Saint-Narcisse et Dosquet provient également de celle-ci.
La seigneurie de Beaurivage fut la plus jeune des huit seigneuries, œuvrant à l’époque, à être concédée. En effet, la concession porte la date du 1er avril 1798 et est faite à Gilles Rageot Sieur de Beaurivage.
Le nouveau seigneur fit d'abord borner sa nouvelle propriété avec les seigneurs de Lauzon, de Gaspé et de Sainte-Croix. Gilles Rageot, commerçant avant tout, avait peu de temps pour développer son domaine. Ainsi à sa mort (1754), la seigneurie n’avait guère progressé. Les fils ne surent pas tirer profit du grand domaine. L’un d'eux, Louis-Étienne, co-seigneur resté au pays après la conquête, tenta quelques établissements de colons dans la seigneurie, lesquels ne furent pas concluants. On attribue ces échecs au peu de ressources dont il pouvait disposer. Du reste, ne pouvant pas accommoder convenablement ses colons, ceux-ci se plaignent bientôt à la Cour des plaids communs. Cette dernière par un jugement du 24 novembre 1772 le force à construire un moulin à farine.
À la mort de leur mère en 1779, les enfants cèdent successivement le 18 septembre et le 1er octobre 1782, leurs droits sur la seigneurie Saint-Gilles de Beaurivage, à Alexandre Fraser, ancien capitaine du 84e régiment d'infanterie et seigneur de la Martinière pour la somme de 2 000 dollars.
Le seigneur avait comme principale préoccupation l’implantation de nouveaux colons sur ses terres. Aussi dès le 14 octobre 1783, il donne ordre au notaire François-Dominique Rousseau de préparer les titres de concession pour une quinzaine de colons, tous soldats d’origine allemande et plusieurs de religion catholique. Ils s’engageaient à défricher un arpent carré la première année et payer chaque année une rente de trois livres tournois par arpent de front et trois sols de cens. Plusieurs de ces colons catholiques épousèrent des Canadiennes et finirent par se fondre complètement à la population. Au décès accidentel du fils Fraser, le père légua son fief et sa seigneurie à son petit-fils qui n’avait alors que 10 mois. Le père du jeune Walter Davidson, avocat à Montréal, s’occupa de l’héritage afin de faire fructifier les biens. Il fit construire à Saint-Nicolas un moulin à scie et un moulin à farine.

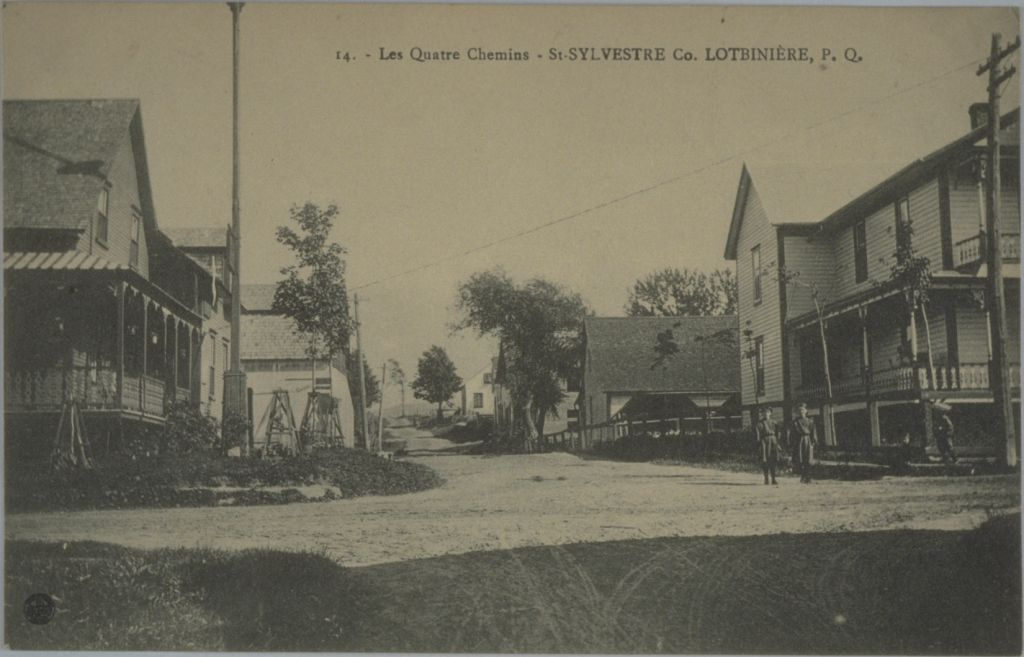
Le centre du village au début du XXe siècle.

Le successeur des Davidson est Davis Ross car il acquiert très tôt la part de son beau-frère Robert McKay. Comme Walter Davidson, il va continuer à favoriser l’établissement de nouveaux colons dans la seigneurie de Beaurivage. Vers 1830 on retrouve une population de 1,500 habitants dont 700 sont établis sur 581 lots à Saint-Sylvestre. C'est sous son administration que vers 1840 un groupe de deux cents familles catholiques d’Irlande viennent s’établir dans la paroisse (incluant alors Saint-Patrice). Au décès de David Ross, c’est le fils Arthur Davidson Ross, né en 1842, qui prend la relève. Au cours de cette même année (1871), il devient le premier maire de la nouvelle paroisse de Saint-Patrice. Uni à Mary Clark Simpson en 1887, ils ont trois enfants. Au décès du mari, l'épouse continue à gérer la seigneurie jusqu’à sa mort, le 15 mars 1944. Philippe Therrien de Saint-Patrice achète le manoir et le terrain qu’il revend en lots. La seigneurie aura dès lors plusieurs gérants jusqu’en 1968. La rente seigneuriale ― sorte d’impôt de $4.00 dollars le lot ― que chaque propriétaire devait payer annuellement au seigneur, fut abolie en 1970. L’histoire fait mention qu'au moment de s'installer sur les lots de Saint-Sylvestre dans les années 1820 et 1830, le territoire comprenait aussi celui du Saint-Patrice actuel et une partie de Saint-Séverin.

## La paroisse, le village et sa topographie

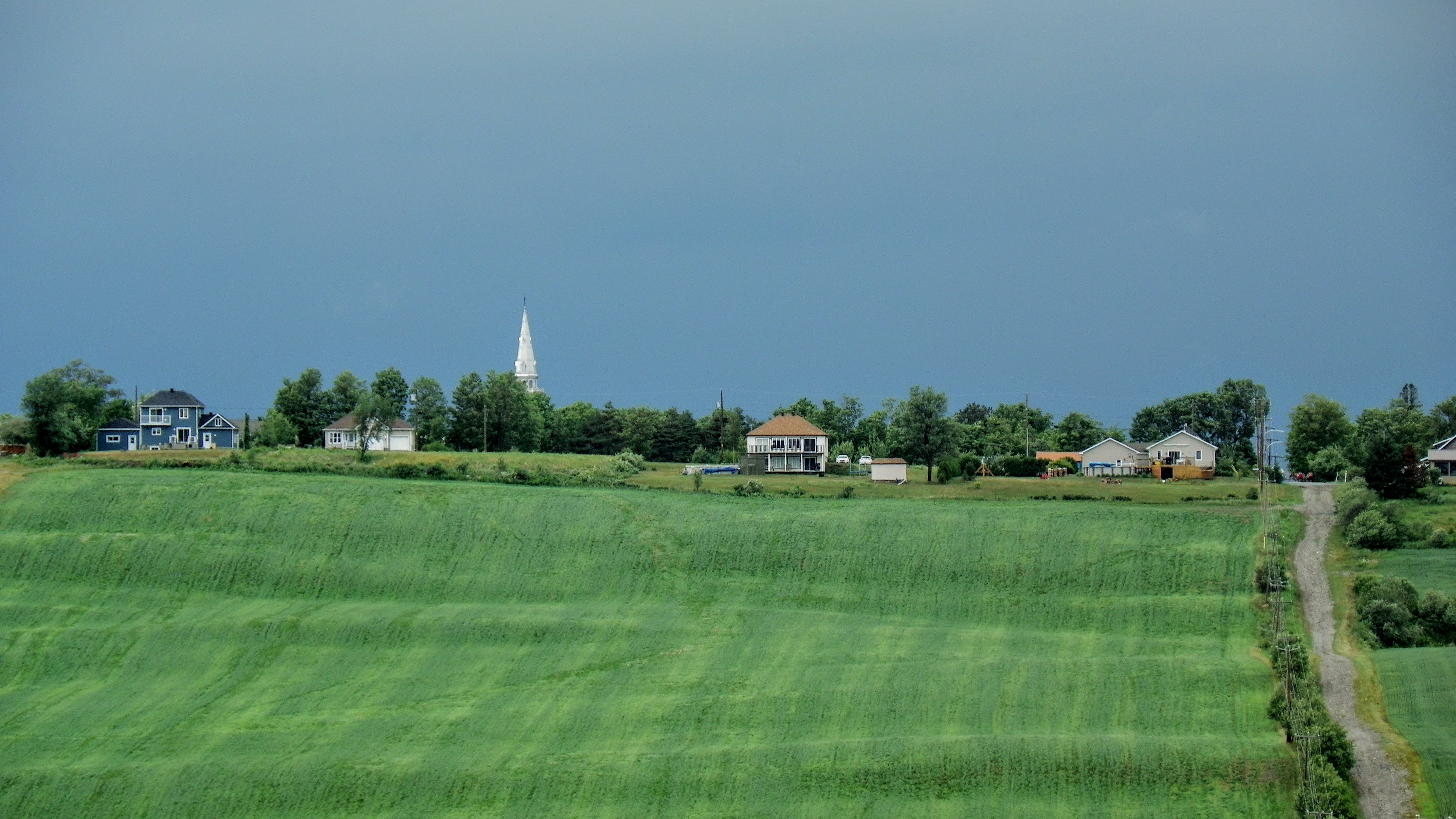
Le village de Saint-Sylvestre, au sommet d'une colline.

L'érection canonique de Saint-Sylvestre de Beaurivage remonte au 26 novembre 1828 tandis que l’érection civile au 11 juillet 1835. À la proclamation, on décrit les limites de Saint-Sylvestre en précisant : moins les limites de Saint-Patrice-de-Beaurivage, par proclamation du 6 juin 1872 et moins aussi les parties comprises dans Saint-Séverin, par proclamation du 22 juin 1873.
À la lecture des registres, on constate que la plupart des ancêtres à venir défricher les terres de la paroisse sont de langue anglaise, aussi les premiers livres du secrétariat son-ils en anglais du début de la colonisation jusqu’à l’année 1860, année où de plus en plus de Français vinrent s’installer à Saint-Sylvestre et où nous retrouvons des inscriptions dans les deux langues. À compter de 1896, les rapports ne furent plus rédigés qu’en français.
En 1831, à l'époque du Gouverneur Aylmer, le parlement des deux Canada vote la loi des Municipalités. Le conseil municipal sera désormais élu par le peuple et ce conseil se doit de gérer les affaires publiques dans les villes et les campagnes et ainsi il remplace les juges de paix qui avaient toujours été astreints à cette besogne. Le 21 juillet 1845, Thomas Mc Goldrich fut élu premier maire en date de Saint-Sylvestre.

## Histoire religieuse de la paroisse

### Les catholiques
C'est le curé Dufresne de Saint-Nicolas qui adressa à l'évêque la demande d'érection canonique de Saint-Sylvestre, pour avantager les colons résidant dans la région la plus éloignée de sa cure. Il s'était aussi assuré que des marguilliers soient élus. C'était là une condition première pour l'érection canonique d'une paroisse. Mandaté par l'évêché pour l'enquête d'usage, le curé Fortier de Sainte-Marie approuva le projet.
On construisit la première chapelle en 1831, qui incluait sous le même toit, un logement pour le curé ; ainsi, les curés successifs y habitèrent pendant 10 ans. ―Les colons d'origine irlandaise catholiques n'ont pas toujours prisé les différents successeurs, et c'est peu dire, puisque, en principe, on ne voulait pas d’un curé canadien-français dans une église bâtie par des irlandais. Pour manifester leur mécontentement, certains paroissiens d'alors en vinrent jusqu'à barricader les portes de l'église et du presbytère. Évidemment, pareille aventure fit beaucoup parler, et les faits devinrent bientôt légende piquante.
L'archevêché dut intervenir et imposer des peines. Les colons furent impressionnés par la fermeté du curé (Georges) Drolet. Tous furent ramenés à l'ordre et l'on vint lui remettre les clés du presbytère et de l'église. Après quatre ans de travail acharné, l’ordre régnant, le 12 juin 1862  eut lieu la bénédiction de l'église. En septembre, un nouveau prêtre fut nommé, l'abbé (Édouard) Fafard, qui joua un rôle important dans le règlement de l'épineuse question de la chapelle de Saint-Patrice, fermée par décret en 1862 et rouverte au culte en 1865. Il en assura la desserte jusqu'en 1871, année de l'érection canonique de Saint-Patrice.

### Les protestants
L'église presbytérienne a joué un rôle important dans l'histoire de Saint-Sylvestre. Une chapelle avait été érigée près du chemin Craig au nord du pont de la rivière Filkars. Cette chapelle fut démolie en 1950. Le noyau presbytérien et anglican s'est vite transformé et dirigé vers Leeds et Kinnear's Mills (lieu d'origine de ce noyau religieux) où son impact et son influence étaient beaucoup plus visibles qu'à Saint-Sylvestre. L'Église anglicane avait aussi une chapelle sous le patronage de saint Georges qu'on croit avoir été bâtie en 1844.

### Les crieurs publics
Saint-Sylvestre eut jusqu'en 1964, des crieurs publics, gens qui remplissaient certaines fonctions pour la fabrique. Le crieur opérait soit avant soit après la messe, sur le perron de l'église. Il possédait le titre de constable ou annonceur. Il allégeait la tâche du curé, annonçant tout ce qui était à caractère plutôt profane. Ventes de produits, évènements, heure d'entrée à la messe, annonce des bancs, etc., tout y passait.

## Démographie
| 1861  | 1871  | 1881  | 1891  | 1901  |
| ----- | ----- | ----- | ----- | ----- |
| 4 107 | 3 719 | 1 893 | 1 633 | 1 458 |

| 1911  | 1921  | 1931  | 1941  | 1951  |
| ----- | ----- | ----- | ----- | ----- |
| 1 285 | 1 283 | 1 232 | 1 428 | 1 336 |

| 1956  | 1961  | 1966  | 1971  | 1976  |
| ----- | ----- | ----- | ----- | ----- |
| 1 916 | 2 039 | 1 253 | 1 143 | 1 011 |

| 1981  | 1986 | 1991 | 1996 | 2001 |
| ----- | ---- | ---- | ---- | ---- |
| 1 012 | 928  | 960  | 968  | 935  |

| 2006 | 2011  | 2016  | 2021  | - |
| ---- | ----- | ----- | ----- | - |
| 973  | 1 035 | 1 019 | 1 019 | - |

## Administration
Les élections municipales se font en bloc pour le maire et les six conseillers.
| Saint-Sylvestre Maires depuis 2005                                                                                   |                |                   |          |
| Élection | Maire          | Qualité           | Résultat |
| 2005 | Mario Grenier  | Décès en fonction | Voir     |
| 2009 | Mario Grenier  | Décès en fonction | Voir     |
| 2013 | Mario Grenier  | Décès en fonction | Voir     |
| 2017 | Mario Grenier  | Décès en fonction | Voir     |
| avr. 2021 | Étienne Parent | Pro-maire         | Voir     |
| 2021 | Nancy Lehoux   |                   | Voir     |
| Élection partielle en italique Depuis 2005, les élections sont simultanées dans toutes les municipalités québécoises |                |                   |          |

### Circonscriptions électorales provinciales et fédérales
Saint-Sylvestre fait partie de la circonscription électorale fédérale de Lévis—Lotbinière et fait partie de la circonscription électorale provinciale de Lotbinière-Frontenac.

## Transport
Les routes 216 et 269 traversent cette municipalité.

## Éducation
Les écoles primaires et secondaires font partie du Centre de services scolaire de la Beauce-Etchemin.

### Éducation primaire
Saint-Sylvestre contient une école primaire : L'École l'Astrale.

### Éducation secondaire
L'école secondaire la plus près est la Polyvalente Benoît-Vachon à Sainte-Marie.

### Éducation collégiale
L'établissement collégial le plus près est le campus de Sainte-Marie du Cégep Beauce-Appalaches.

### Éducation universitaire
L'établissement universitaire le plus près est l'Université Laval, qui est située dans la ville de Québec.

## Santé
Située près de Sainte-Marie et de Thetford Mines, la municipalité est desservie par différents services médicaux.

### Services médicaux
Le CLSC le plus proche est situé à Sainte-Marie (CLSC de Sainte-Marie) et le centre hospitalier le plus près est à Thetford Mines (Hôpital de Thetford Mines).

## Médias

### Journal municipal
Entre les branches est un journal municipal mensuel de Saint-Sylvestre.
Le Peuple Lotbinière est un journal hebdomadaire qui couvre les nouvelles des municipalités de la municipalité régionale de comté de Lotbinière, incluant Saint-Sylvestre.

## Patrimoine

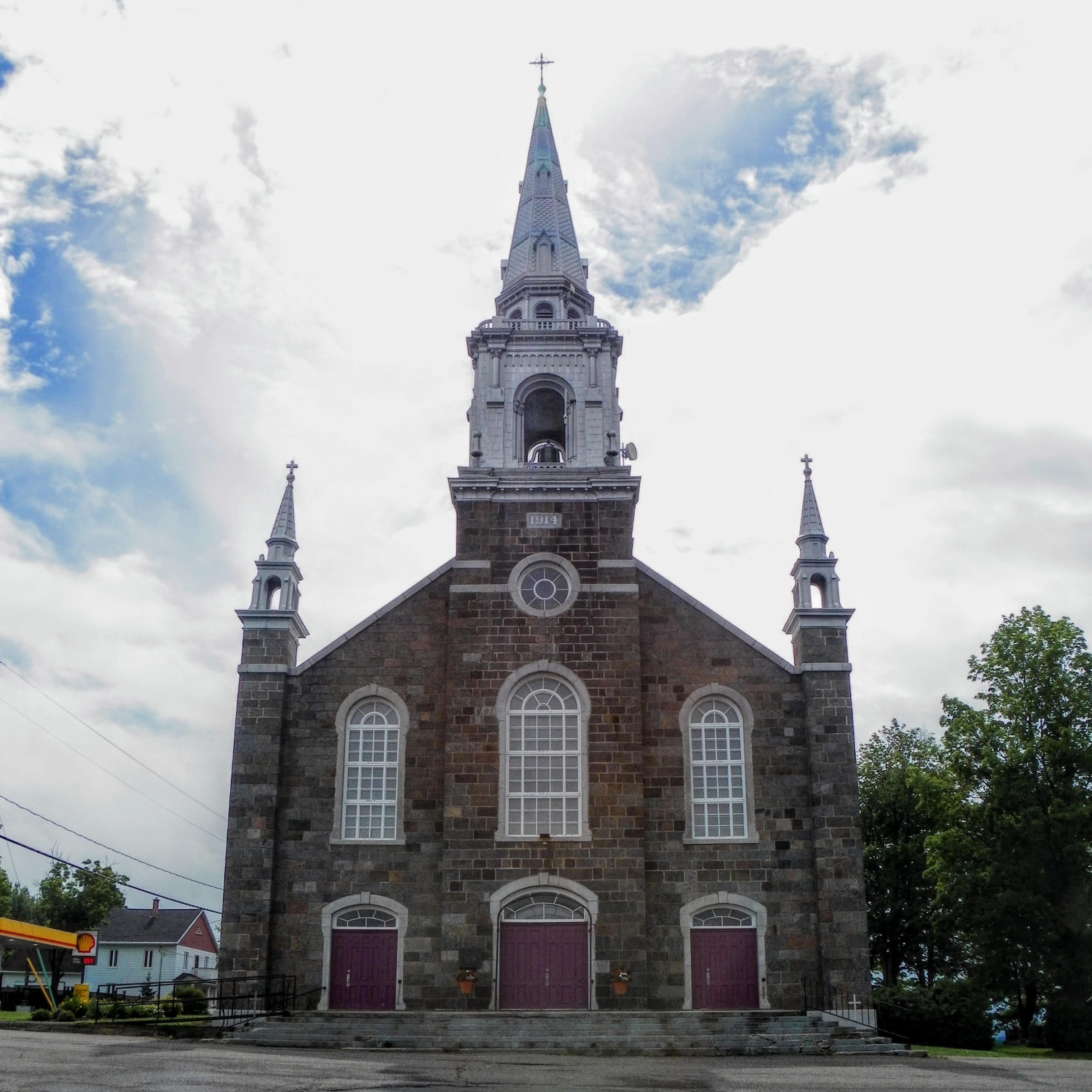
Église catholique de Saint-Sylvestre.

L'église catholique de Saint-Sylvestre est construite en 1914. Elle est conçue par l'architecte J.-Wilfrid Grégoire. Un calvaire et un charnier se trouvent dans le cimetière.
Consacré en 1857, le cimetière anglican de Saint-Sylvestre est classé comme immeuble patrimonial depuis 1962.

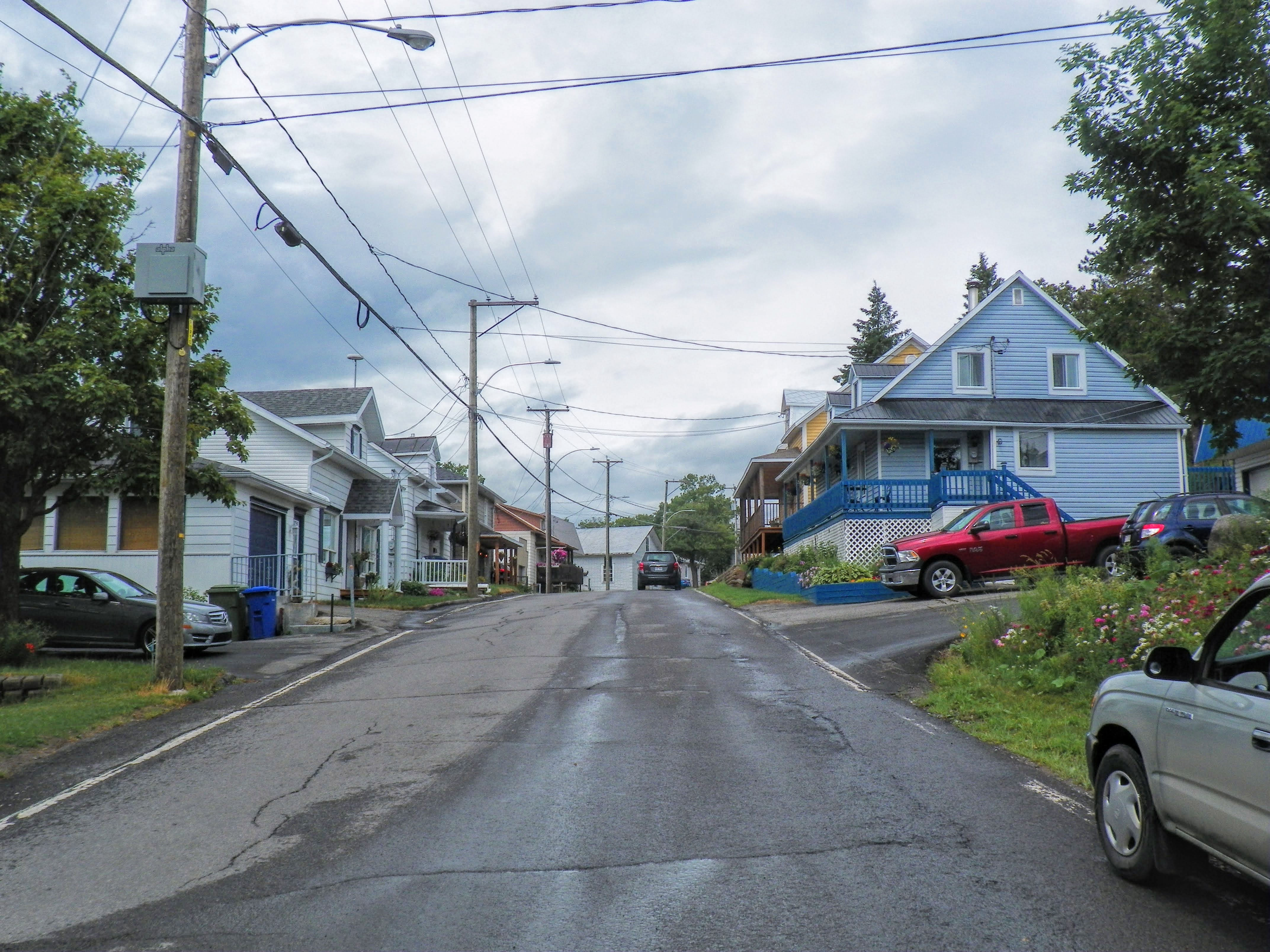
Une portion ancienne du village.

Il existe sur le territoire plusieurs maisons ancestrales bien conservées et dignement entretenues par leur propriétaire. Des efforts de rénovation patrimoniales, dans les années '70, ont donné la maison-Picard, du nom de l'artisan propriétaire. On trouve cette réalisation dans le rang Sainte-Marie.
Trois fermes sont inventoriées dans le Répertoire du patrimoine culturel du Québec pour leur valeur patrimoniale. L'une est située sur le rang Saint-Jean. Son poulailler et son hangar ont été construits entre 1900 et 1940. La seconde est située sur le rang Saint-José. Son atelier, sa grange-étable et son hangar ont aussi été bâtis au début du XXe siècle. La dernière est localisée sur le rang Sainte-Marie. Sa grange-étable est construite entre 1830 et 1840. Elle possède aussi une remise un peu plus récente.
Un pont couvert bâti en 1927 enjambe la rivière Filkars.

## Économie
À ses débuts la paroisse était en majorité agricole. En se développant, l'agriculture est devenue très diversifiée. Les cultivateurs ont adopté  différentes spécialités telles les productions  laitière, bovine, porcine, apicole, des cultures aussi diverses que le sapin de Noël, la pomiculture, l'horticulture, l'aviculture, la sylviculture, et enfin l'élevage d'émeus et de chèvres. Saint-Sylvestre a  acquis une renommée notoire pour sa production acéricole, au niveau de la qualité, mais aussi de la quantité. Plusieurs de ses producteurs ont reçu le titre de Maître Sucrier décerné par l'Institut québécois de l'erable inc., maîtres évaluateurs de la qualité des différents produits d'érable.

## Mont Sainte-Marguerite
Le mont Sainte-Marguerite est le plus haut sommet du territoire. Il fait partie intégrante des Appalaches. Cette montagne est communément appelée Mont Radar à cause de son passé militaire. En effet, entre 1952 et 1964, en pleine Guerre froide, une base militaire de communication, administrée par la « Royal Canadian Air Force » (Aviation royale canadienne) y est installée. Son existence s'inscrit dans le cadre de la NORAD, à l'instar d'une trentaine de bases semblables, sises sur le même méridien, et qui constituent un bouclier d’observation et de communication baptisé la ligne Pinetree.
À partir de 1964 la base a été graduellement démantelée, mais de 1996 à 2010, deux entrepreneurs tentent d'y développer un écovillage. Des difficultés financières sont constatées en 2010 lors d'un reportage télévisuel de Radio-Canada. En 2010 un nouveau promoteur fait l'acquisition du domaine.